# گیلبرت د لا پوره
گیلبرت د لا پوره (انگلیسی: Gilbert de la Porrée (بعد از ۱۰۸۵ - ۴ سپتامبر ۱۱۵۴) محقق، نویسنده و فیلسوف الهیات و فلسفه مدرسی فرانسوی که در پواتیه متولد شد. وی تحصیلات ابتدایی خود را در این شهر گذراند و برای ادامه تحصیلات خود نزد برنارد شارتری در شارتر رفت و در آنجا تفاوت میان آرای ارسطو و افلاطون را دریافت و در نزد آنسلم و رالف لاوی به مطالعه نسخ کتاب مقدس پرداخت. وی پس از آن به شهر خود بازگشت تا در آنجا مشغول تدریس و مطالعات بیشتر شود اما باز هم به شهر شارتر بازگشت و علاوه بر تدریس، به مقام صدراعظم شهر نیز رسید. وی همچنین مدتی را در پاریس گذراند. در نهایت در ۴ سپتامبر ۱۱۵۴ درگذشت.

## آثار
آثار معتبر و موثق
- Commentaria in Boethii opuscula sacra, edited by  Nikolaus M. Häring, Toronto: Pontifical Institute of mediaeval studies, 1966.
- The Psalms Commentary of Gilbert of Poitiers, edited by  T. Gross-Diaz. Leiden: Brill, 1996.

آثار جعلی
- Hermes Trismegistus, De sex rerum principiis, edited by P. Lucentini and M. Delp, Corpus Christianorum Continuatio Mediaevalis (CCCM 142), Turnhot: Brepols, 2006.[۱]